# Constante de Coulomb
| Valores de k           | Unidades    |
| ---------------------- | ----------- |
| 8.9875517873681764×109 | N·m2/C2     |
| 14.3996                | eV Å e-2    |
| 10-7                   | (N·s2/C2)c2 |

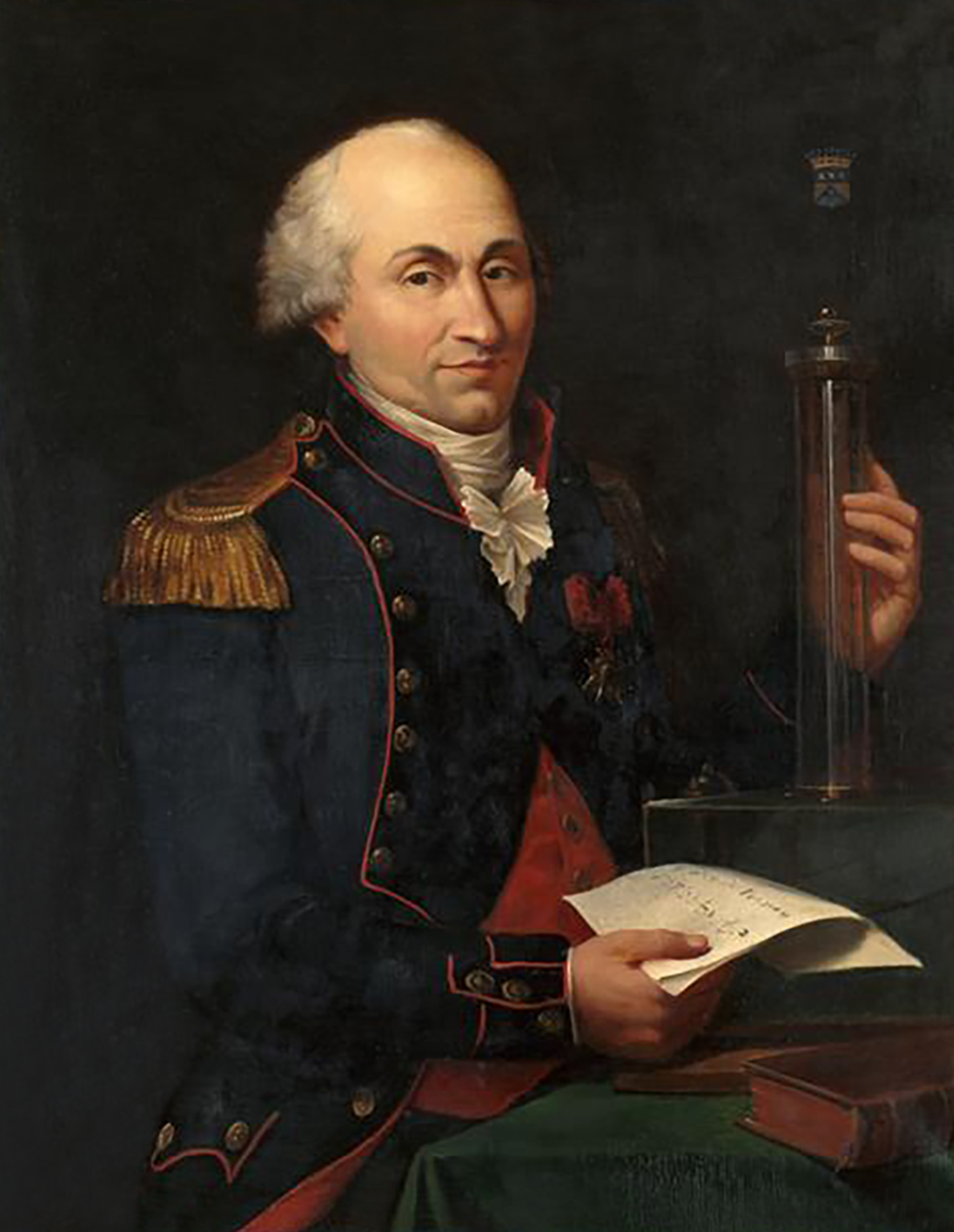
Charles-Augustin de Coulomb, primer físico en describir leyes cuantitativas de la electroestática.

La constante de Coulomb (denotada {\displaystyle k_{e}} o {\displaystyle \kappa \,\!}) es una constante de proporcionalidad en las ecuaciones que relacionan variables eléctricas, y en el vacío es exactamente igual a {\displaystyle k_{e}} = 8.9875517873681764×109 N·m2/C2 (m/F). Recibe el nombre del físico francés Charles-Augustin de Coulomb (1736–1806).
Su valor para unidades SI es {\displaystyle {\frac {1}{4\pi \varepsilon }}\,\!} Nm²/C².
A su vez, la constante {\displaystyle \varepsilon =\varepsilon _{r}\varepsilon _{0}\,\!} donde {\displaystyle \varepsilon _{r}\,\!} es la permitividad relativa, {\displaystyle \varepsilon _{r}\geq 1\,\!}, y {\displaystyle \varepsilon _{0}=8,8541878128\times 10^{-12}\,\!} F/m es la permitividad del medio en el vacío. 
Cuando el medio que rodea a las cargas no es el vacío hay que tener en cuenta la constante dieléctrica y la permitividad del material.

## Uso en la Ley de Coulomb
La ecuación de la ley de Coulomb queda finalmente expresada de la siguiente manera:
{\displaystyle F=\kappa {\frac {\left|q_{1}\right|\left|q_{2}\right|}{r^{2}}}\,\!}
La constante, si las unidades de las cargas se encuentran en culombios es la siguiente {\displaystyle K=8.9874*10^{9}N*m^{2}/C^{2}} y su resultado será en sistema MKS ({\displaystyle N/C}).
En cambio, si la unidad de las cargas están en UES (q), la constante se expresa de la siguiente forma {\displaystyle K=dyn*cm^{2}/ues^{2}(q)} y su resultado estará en las unidades CGS {\displaystyle D/UES(q)}.